# 翁正春
翁正春（1553年—1626年），字肇元，改字兆震，號青陽，福建福州府侯官縣（今福州郊區建新鎮洪塘村）人，明朝状元，政治人物。官至禮部尚書。

## 生平
嘉靖三十二年（1553年）生，不善言談，《明史》稱他“風度峻整”，“見者肅然”，早年在奎光閣裡讀書，萬曆七年（1579年）己卯科中式福建鄉試第九十名舉人，任龍溪教諭，十九年充浙江鄉試同考，二十年（1592年）在教諭任內，以職官參試，擢進士第一。授翰林院修撰，二十七年丁外艱，三十年補原職，三十一年正月升右中允兼编修，本年八月与右庶子蕭雲舉主考順天府鄉試，十二月升右諭德兼侍講，三十三年十二月轉左諭德，三十五年正月升右庶子兼侍讀，管司經局，五月奉使册封益府，三十七年十月升少詹事兼侍讀學士，协理府事，万历三十八年（1610年）知貢舉，拜礼部左侍郎、署部事，趁“万寿节”，向明神宗陈述“清君心、遵祖制、振国纪、信臣僚、实贤才、谨财用、恤民用、重边防”等８策。三十九年充經筵日講官，万历四十年（1612年），给事中赵兴邦和亓詩教联合上疏弹劾正春，正春愤而辞职，皇帝不准。四十一年知貢舉，本年四月改任吏部左侍郎，掌詹事府事，兼經筵日講官，四十二年正月以母老乞假归省，令驰驿回籍。
天启元年（1621年）起升禮部尚書、协理詹事府事，纂修實錄，疏劾魏忠贤24条大罪，五年五月为试御史趙胤昌所論，乞归养，遂加太子少保，给诰命，乘传以归。一年后，因太夫人百岁寿辰，翁正春暑天宴客，上下劳累，于天启六年（1626年）九月二十日病逝，终年74岁。崇祯初谥文简。

## 著作
有《南宫奏疏》、《青阳集》。有《益斋存稿》，《四庫》存目。

## 家族
曾祖翁弼；祖父翁朝建；父翁賢。

## 其他
閩劇有《翁正春》。

## 延伸阅读
[在维基数据编辑]
 《明史卷二百一十六》，出自《明史》